# Modicogryllus vaturu
Modicogryllus vaturu är en insektsart som beskrevs av Otte, D. och Cowper 2007. Modicogryllus vaturu ingår i släktet Modicogryllus och familjen syrsor. Inga underarter finns listade i Catalogue of Life.